# Muchy (Harasiuki)
Muchy – część wsi Harasiuki w Polsce położona w województwie podkarpackim, w powiecie niżańskim, w gminie Harasiuki.
W latach 1975–1998 Muchy administracyjnie należały do województwa tarnobrzeskiego.